# Lone Station
Lone Station (Lone holdeplass) er en tidligere jernbanestation på Vossebanen, der ligger i Bergen kommune i Norge.
Stationen blev oprettet som trinbræt 9. februar 1924. I 1933 blev den flyttet fra sin oprindelige placering ved 472,85 km til 472,96 km. 1. august 1964 omlagdes trafikken på strækningen mellem Tunestveit og Bergen, hvor stationen ligger, til en ny. Stationen stod derefter ubenyttet hen i en årrække, men fra 1993 begyndte der at køre veterantog mellem Garnes og Midttun på den gamle strækning under navnet Gamle Vossebanen. De stopper dog ikke i Helldal pr. 2017.